# Taharana choui
Taharana choui är en insektsart som beskrevs av Zhang 1994. Taharana choui ingår i släktet Taharana och familjen dvärgstritar. Inga underarter finns listade i Catalogue of Life.